# Hemitrygon bennettii
Hemitrygon bennettii ist eine Stechrochenart und lebt im Indopazifik zwischen Indien und Japan. Einzelne Sichtungen werden auch aus Vanuatu und Neukaledonien berichtet.

## Merkmale
Hemitrygon bennettii erreicht eine Gesamtlänge von maximal 1,30 Meter. Er hat eine rautenförmige Brustflossen-Scheibe von etwa gleicher Länge und Breite, die 50 cm erreichen kann. Die vorderen Säume der Scheibe sind gerade und enden in einer dreieckigen Schnauze, die hinteren Säume sind zum Schwanz hin abgerundet. Der Schwanz ist peitschenartig, bis zu dreimal so lang wie die Scheibe und trägt einen Stachel. Die Oberseite ist gelb-braun und wird im Bereich des Schwanzes dunkler, die Unterseite ist hell.

## Lebensweise
Der Rochen lebt küstennah am Meeresboden, zum Teil auch im mündungsnahen Süßwasser von Flüssen. Er jagt kleinere Fische und ist ovovivipar. Über seine Lebensweise ist allgemein sehr wenig bekannt.

## Systematik
Die Rochenart wurde im Jahr 1841 durch die deutschen Naturwissenschaftler Johannes Müller und Jakob Henle unter der wissenschaftlichen Bezeichnung Trygon bennettii beschrieben, später dann der Gattung Dasyatis zugeordnet. Bei einer Mitte 2016 erfolgten Revision der Dasyatidae wurde die Art in die Gattung Hemitrygon gestellt.